# Korschenbroich
Korschenbroich (spreek uit: Korsjenbrooch) is een stad en gemeente in de Duitse deelstaat Noordrijn-Westfalen, gelegen in de Rhein-Kreis Neuss. De gemeente telt 33.484 inwoners (31 december 2020) op een oppervlakte van 55,26 km².

## Historie
Het gebied van de gemeente komt ongeveer overeen met die van de voormalige rijksheerlijkheid Myllendonk.

## Foto's

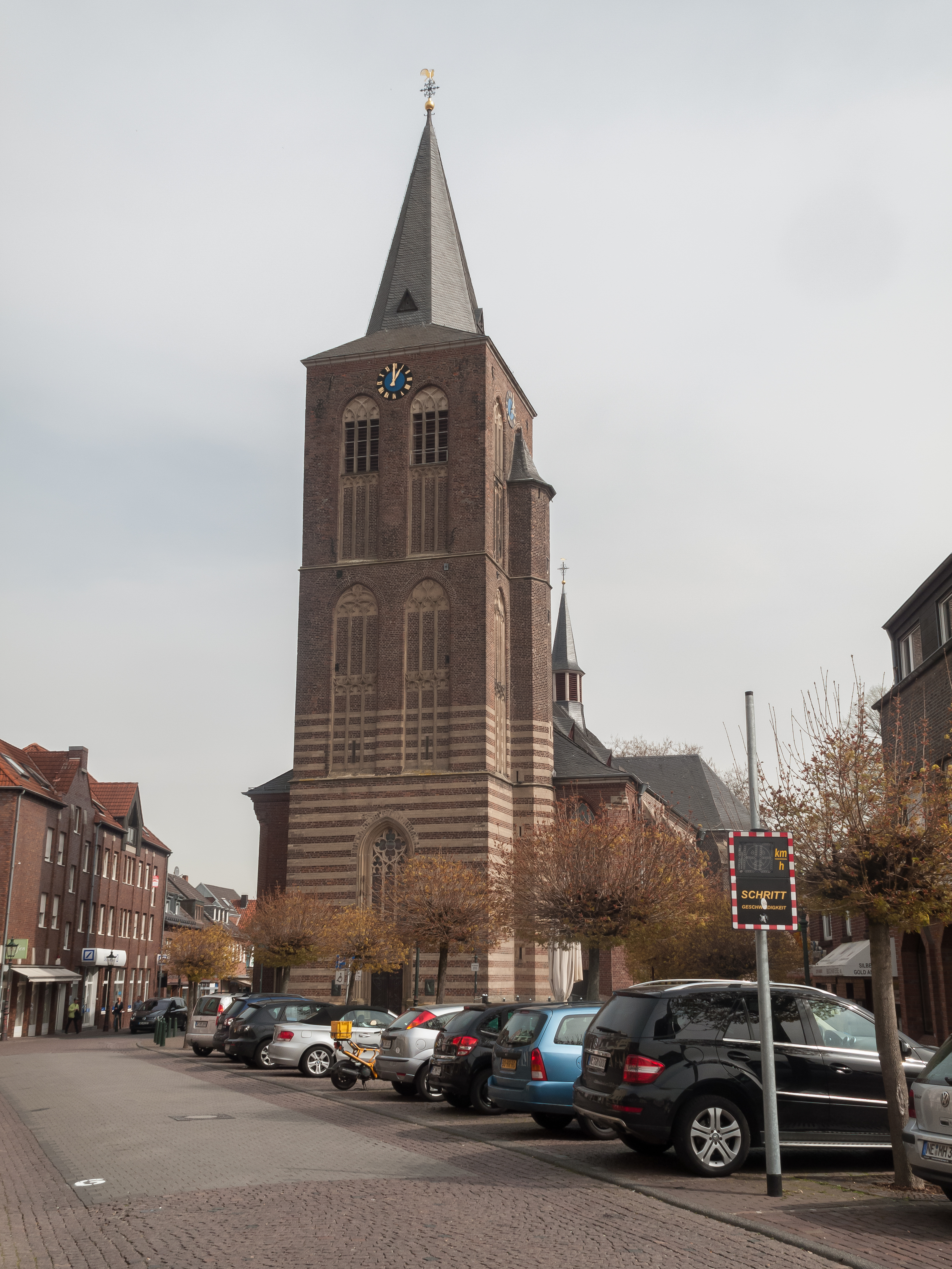
Korschenbroich, kerk: katholieke Pfarrkirche Sankt Andreas
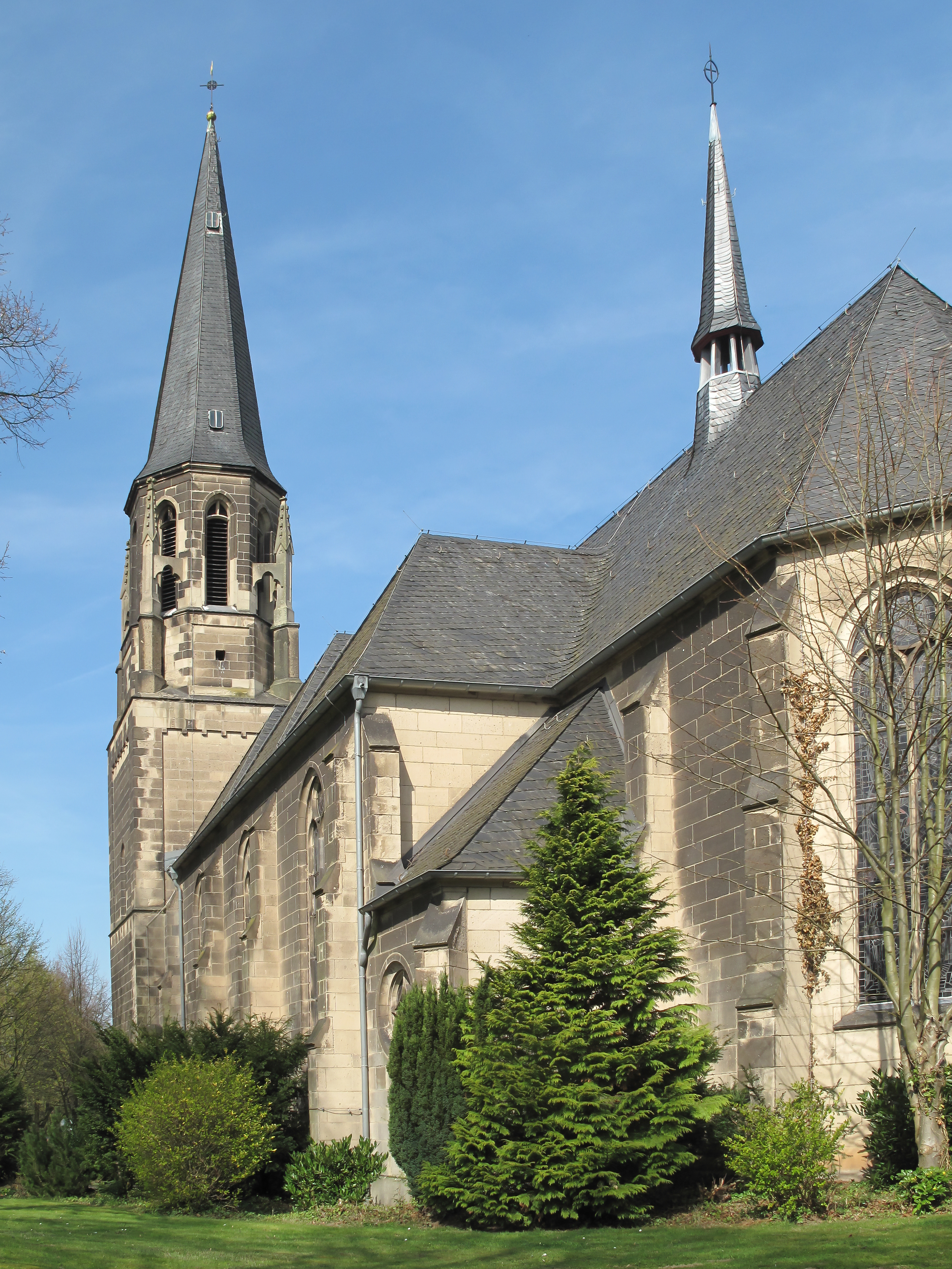
Liedberg, kerk: katholieke Pfarrkirche Sankt Georg
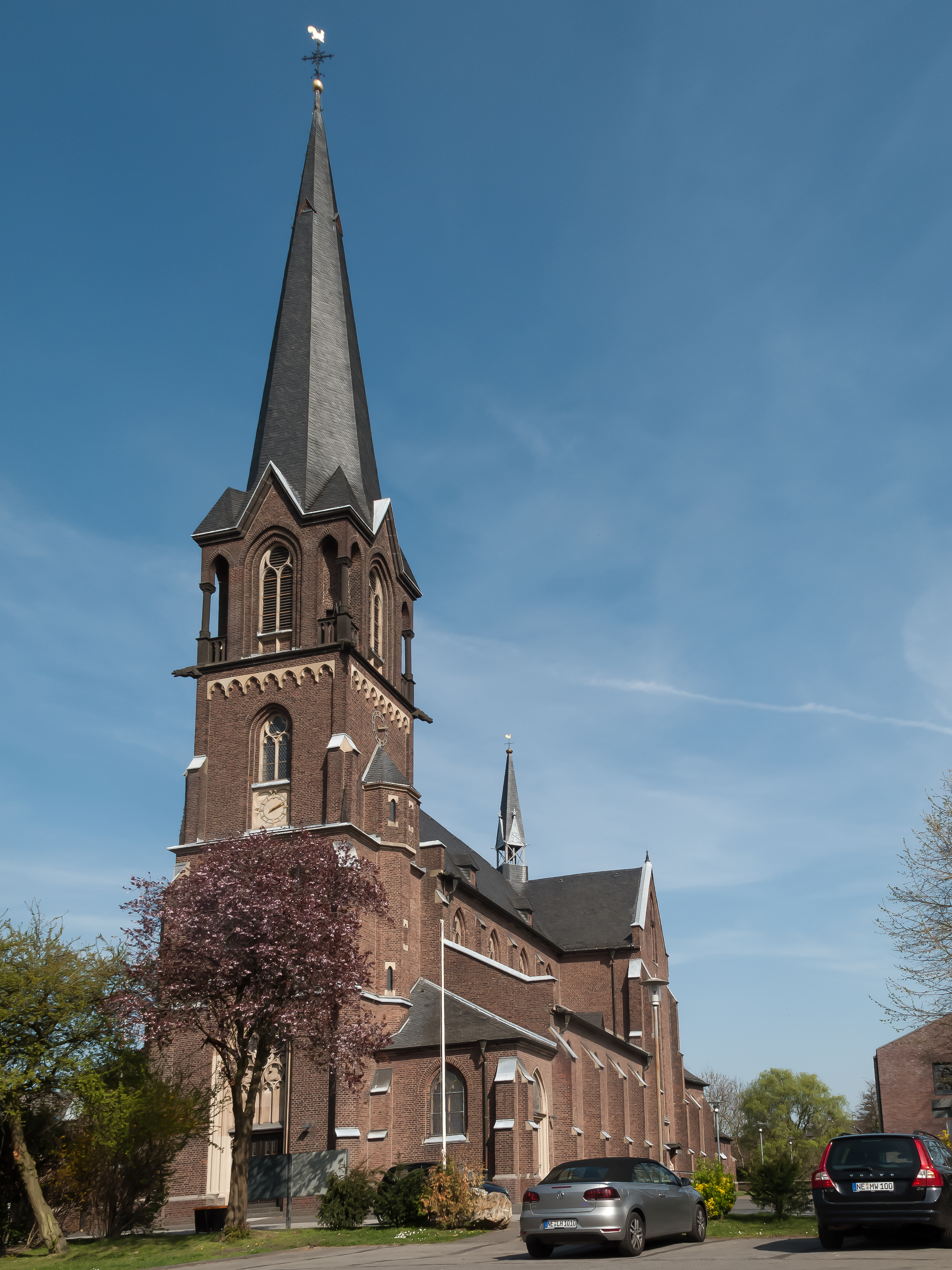
Glehn, kerk: katholieke Pfarrkirche Sankt Pankratius
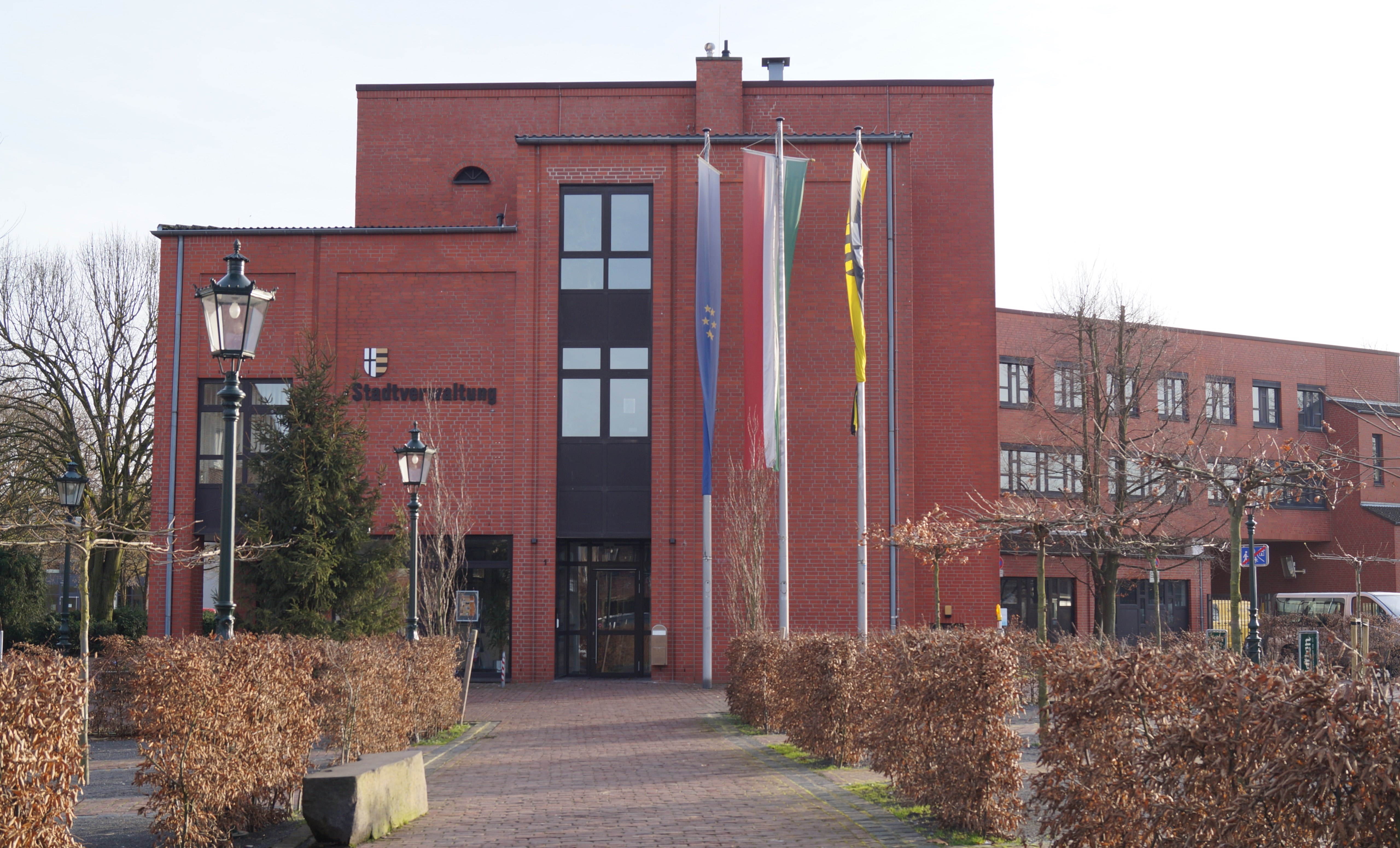
Gemeentehuis
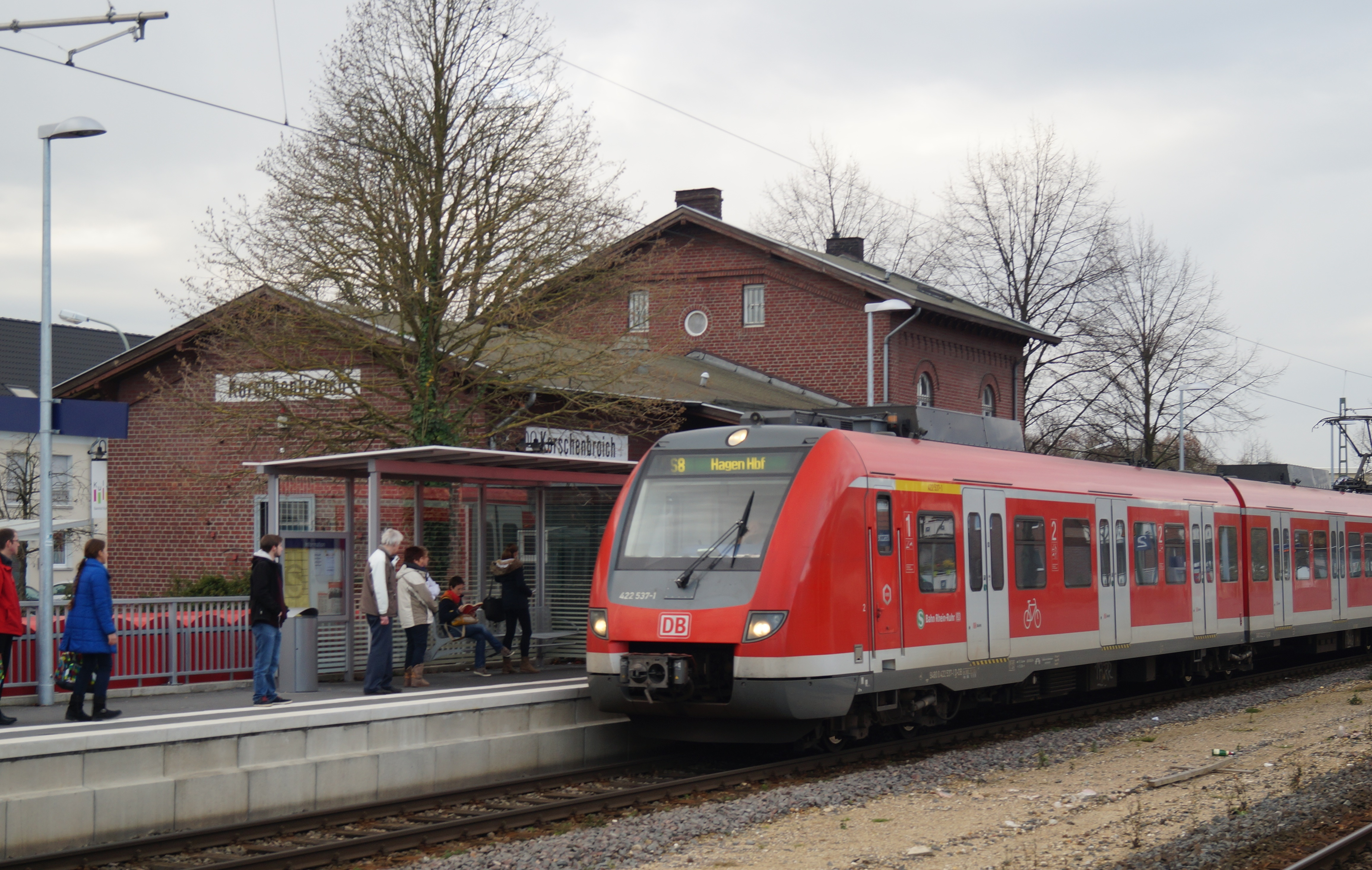
Station

Dormagen · Grevenbroich · Jüchen · Kaarst · Korschenbroich · Meerbusch · Neuss · Rommerskirchen